# Ḩoseynābād (ort i Qom)
Ḩoseynābād (persiska: Ḩoseynābād-e Zand, حسین آباد, حسین آباد زند) är en ort i Iran.   Den ligger i provinsen Qom, i den centrala delen av landet, 120 km sydväst om huvudstaden Teheran. Ḩoseynābād ligger 918 meter över havet och antalet invånare är 159.
Terrängen runt Ḩoseynābād är huvudsakligen platt, men åt sydost är den kuperad.Runt Ḩoseynābād är det ganska tätbefolkat, med 100 invånare per kvadratkilometer. Närmaste större samhälle är Pestakān, 6,0 km väster om Ḩoseynābād. Trakten runt Ḩoseynābād är ofruktbar med lite eller ingen växtlighet.